# Hirundichthys socotranus
Hirundichthys socotranus är en fiskart som först beskrevs av Franz Steindachner 1902.  Hirundichthys socotranus ingår i släktet Hirundichthys och familjen Exocoetidae. Inga underarter finns listade i Catalogue of Life.